# Axoxohuilco
Axoxohuilco är en ort i Mexiko.   Den ligger i kommunen Mixtla de Altamirano och delstaten Veracruz, i den sydöstra delen av landet, 240 km öster om huvudstaden Mexico City. Axoxohuilco ligger 1 848 meter över havet och antalet invånare är 468.
Terrängen runt Axoxohuilco är kuperad åt sydväst, men åt nordost är den bergig. Runt Axoxohuilco är det ganska tätbefolkat, med 199 invånare per kvadratkilometer. Närmaste större samhälle är Zongolica, 9,7 km norr om Axoxohuilco. I omgivningarna runt Axoxohuilco växer huvudsakligen savannskog.